# Румункі-Тупадельські
Румункі-Тупадельські (пол. Rumunki Tupadelskie) — село в Польщі, у гміні Вельґе Ліпновського повіту Куявсько-Поморського воєводства.
Населення — 50 осіб (2011).
У 1975-1998 роках село належало до Влоцлавського воєводства.

## Демографія
Демографічна структура станом на 31 березня 2011 року:
|          | Загалом | Допрацездатний вік | Працездатний вік | Постпрацездатний вік |
| -------- | ------- | ------------------ | ---------------- | -------------------- |
| Чоловіки | 28      | 3                  | 23               | 2                    |
| Жінки    | 22      | 5                  | 12               | 5                    |
| Разом    | 50      | 8                  | 35               | 7                    |